# 青柳亜以子
青柳 亜以子（あおやぎ あいこ、10月20日 - ）は、タレント活動をしている日本のモデル。宮城県仙台市にあるファッションスタジオモデルエージェンシー所属。

## 来歴
宮城県出身。高校生の時、学校からの帰宅中に仙台駅前でスカウトされてFスタに所属し、モデルの仕事を始める。短期大学在学時には、仙台放送の情報番組『彩色健美キレイ』に1年間出演していた。
短大を卒業後、親の関係で東京都へ移住し、Fスタと関係のあるアイミングモデルエージェンシーに所属。以後しばらくは東京と仙台でモデル活動をしていたが、2年後に仙台へ戻ってからは再び同エリアを拠点に活動している。

## 出演

### テレビ番組
- 彩色健美キレイ（仙台放送）
- OH!バンデス（ミヤギテレビ）

### ネット配信番組
- 楽天イーグルスTV（東北楽天ゴールデンイーグルス）